# Frans Sjöström
Yngve Frans-Henrik Sjöström, född 24 augusti 1944 i Malmö, död 19 augusti 2023, var en svensk jazzmusiker (saxofonist) och tonsättare. Han var i många år programledare på Sveriges Radio, mest känd för jazzprogrammet Stardust i P2, som han ledde från 2002.
Han spelade bland annat med Hans Carling i Coolings Traditional Jazzmen, med Jacques Werup i Werup-Sjöströmgruppen och med Mikael Wiehe i Kabaréorkestern. Han var en återkommande medlem i Drömorkestern och spelar på deras bägge album. Förutom att spela banjo och sopransax så var han en av få svenska musiker som spelade bassaxofon.
Han tonsatte ett flertal dramer för Radioteatern, bland annat Järnvagnen och Rösterna. För SVT skrev han musiken till Skånska Mord (1986).
Sjöström turnerade under mer än tjugo år och spelade bassax med olika traditionella jazzband i Europa, Australien, Japan, Pakistan, Aruba och USA. Han eftersträvade att ha en ton som var så lik den kände bassaxofonisten Adrian Rollinis som möjligt. Många i tradjazzkretsar ansåg honom vara en av de främsta, då levande, på sitt instrument.[källa behövs]